# Suchy Dąb
Suchy Dąb (Duits: Zugdam) is een dorp in het Poolse woiwodschap Pommeren, in het district Gdański. De plaats maakt deel uit van de gemeente Suchy Dąb en telt 1110 inwoners.